# Onychiurus churchilliana
Onychiurus churchilliana är en urinsektsart som beskrevs av Hammer 1953. Onychiurus churchilliana ingår i släktet Onychiurus och familjen blekhoppstjärtar. Inga underarter finns listade i Catalogue of Life.